# Someone Still Loves You Boris Yeltsin
Someone Still Loves You Boris Yeltsin (SSLYBY) est un groupe d'indie pop originaire de Springfield dans le Missouri. Leur premier album Broom (2005) reçu de bonnes critiques du magazine Spin et ils ont depuis signé chez Polyvinyl Record Co. Le nom du groupe fait référence au premier président russe Boris Yeltsin (1990-1999).